# Otto I van Beieren (hertog)
Otto I van Beieren (Kelheim, 1117 — Pfullendorf, 11 juli 1183), uit het huis Wittelsbach, was de eerste uit zijn geslacht die bekleed werd met de functie van hertog van Beieren. Hij en zijn nakomelingen zouden tot 1918 hertog en later koning van Beieren zijn.

## Levensloop
Otto maakte aanvankelijk carrière als legeraanvoerder van keizer Frederik I Barbarossa. In 1152 veroverde hij de "kluis van Verona", een strategische bergpas die de weg van Duitsland naar Verona (en het Italiaanse laagland) controleerde. In 1154 was hij legeraanvoerder van Frederiks Italiaanse campagne. En in 1155 gaf hij met groot persoonlijk gevaar leiding aan de achterhoede toen Frederik in de Alpen in een hinderlaag was gelopen, waardoor Frederik zich in veiligheid kon stellen. Otto volgde in 1156 zijn vader op als paltsgraaf van Beieren. Hij was voogd van het bisdom Freising, de abdij van Weihenstephan in Freising, het klooster van Geisenfeld en het klooster van Ensdorf.
Otto nam in 1157 deel aan de rijksdag van Besançon. Daar kwam het tot een conflict tussen de pauselijke legaat (de latere paus Alexander III) en de keizer, over de vraag of de paus gezag had over de keizer. De emoties liepen zo hoog op dat Otto de legaat bijna heeft gedood. In 1159 was de legaat inmiddels tot paus gekozen en Otto organiseerde de verkiezing van de tegenpaus Victor IV (Octavianus) en gaf hem militaire steun. Paus Alexander was hierdoor gedwongen naar Frankrijk te vluchten. Na de dood van Victor werd die opgevolgd door tegenpaus Paschalis III en na diens dood had Otto weer de hand in de verkiezing van tegenpaus Calixtus III. 
In Duitsland ontpopte Otto zich als een bekwaam bestuurder en politicus. Hij werkte voortdurend aan de versterking van zijn eigen positie terwijl hij een belangrijke bondgenoot was van keizer Frederik in diens politieke krachtmeting met Hendrik de Leeuw. Hij voerde voor Frederik een aantal diplomatieke missies uit in Italië en het Byzantijnse Rijk. 
In 1180 nam Frederik het hertogdom Beieren af van Hendrik, en benoemde Otto tot hertog. In 1183 kocht Otto het graafschap Dachau. In dat jaar was hij aanwezig toen in Konstanz (stad) de vrede werd gesloten tussen de keizer en de Italiaanse steden. Otto was daarna nog aanwezig op een rijksdag in Regensburg, en overleed op weg naar huis. Hij werd begraven in de abdij van Scheyern, een vroeger kasteel van de familie.

## Huwelijk en kinderen
Otto huwde (ca. 1157) met Agnes van Loon (ca. 1150 - 26 maart 1191), dochter van graaf Lodewijk I van Loon, en werd vader van:
- vermoedelijk Otto (ovl. ca. 1178), begraven te Ensdorf
- vermoedelijk Ulrich, jong overleden
- vermoedelijk Agnes, jong overleden
- Heilika (ovl. ca. 1200), die huwde met graaf Diederik van Wasserburg en Viechtenstein (1142-1206), vier kinderen
- Agnes (ovl. ca. 1200), die huwde met graaf Hendrik van Plain (-1190), drie zoons
- onbekende dochter, die huwde met graaf Adelbert III van Dillingen (-1214), begraven te Neresheim, zeven kinderen
- Richarda (1173-1231), die in 1186 huwde met graaf Otto I van Gelre
- Elisabeth (ovl. ca. 1190), die huwde met graaf Berthold III van Vohburg (-1204), begraven te Biburg, geen kinderen
- Lodewijk I (1173-1231), die huwde met Ludmilla van Bohemen
- Sophia (ca. 1170-1238), die huwde met landgraaf Herman I van Thüringen (ca. 1155-1217).

Na de dood van Otto trad Agnes van Loon op als regent voor Lodewijk. Zij werd later bij haar man begraven in Scheyern.